# Willi Spiess (Künstler)
Willi Spiess (* 4. Mai 1909 in Homburg; † 15. April 1997 in Altstadt) war ein deutscher bildender Künstler.

## Biografie
Spiess erlernte zuerst den Beruf des Kaufmanns, ehe er sich im Jahr 1934 vollständig der Kunst widmete. Von 1936 bis 1938 studierte er Kunst an der Staatlichen Akademie der Bildenden Künste Karlsruhe bei den Professoren Georg Sieberts und Siegfried Cernis. Danach setzte er sein Studium fort an der Staatlichen Akademie der Bildenden Künste Stuttgart, unter anderem bei Hermann Mayrhofer. Von 1941 bis 1945 leistete er seinen Militärdienst als Funker bei der deutschen Wehrmacht ab. Nach Kriegsende zog Spiess wieder in seine Heimatstadt Homburg.
Von 1958 bis 1962 unternahm Spiess mehrere Studienreisen nach Paris und verbrachte 1960 ein ganzes Jahr dort. 1965 unternahm er eine längere Studienreise nach Stuttgart. Danach hielt er sich zu Studienzwecken in Italien und in der Schweiz auf. 1972 siedelte er um nach Altstadt, wo er ein altes Bauernhaus erworben hatte. Er wohnte und arbeitete dort und baute das Nebengebäude eigenhändig zu der Kunstgalerie „Kunststall“ aus, in der er insbesondere jungen Künstlern eine Ausstellungsfläche bot. Die Galerie wird auch nach seinem Tod weiter betrieben.

## Werk
Spiess Malerei wurde in den Anfangsjahren stark durch den Kokoschka-Schüler Kolik, der an der Staatlichen Akademie Stuttgart lehrte, beeinflusst. Max Beckmann, Otto Dix und Paul Klee zählten zu seinen Vorbildern. Diese, im Dritten Reich als „Entartete Kunst“ gebrandmarkte Malerei, konnte er nicht öffentlich zeigen. So malte er in den 1930er- und 1940er-Jahren eher konventionell und hielt sich mit Porträtmalerei und Landschaftsbildern über Wasser. Bis in die 50er Jahre schuf er Bilder fast aller Stilrichtungen, von naturalistisch-realistischen Arbeiten bis hin zu modern-abstrakten, kubistischen Formen. Künstlerisch einschneidend war für Spiess sein Aufenthalt in Paris, den er selbst als seine „… künstlerisch wertvollste und kreativste Phase …“ bezeichnete. Im weiteren Verlauf seiner künstlerischen Entwicklung verlegte sich Spiess mehr und mehr auf die Formen der Abstraktion, insbesondere der informellen Kunst, zu deren Hauptvertreter im süddeutschen Raum er zählte. Willi Spiess kehrte auch in späteren Jahren immer wieder zum gegenständlichen Zeichnen und Malen zurück, um sich, wie er selbst sagte „... seiner erlernten Fähigkeiten ...“ zu vergewissern.
Spiess beherrschte viele künstlerischen Techniken, sowohl Malerei und Radierung als auch die Halbplastik mit teilweise monumentalen Metallbildern oder das Mosaik. Zahlreiche seiner Arbeiten befinden sich im Öffentlichen Raum, insbesondere im Umfeld seiner Heimatstadt Homburg. Willi Spiess, der schon seit Ende der 1970er Jahre sehr zurückgezogen lebte, hinterließ ein umfangreiches Werk, dass er kaum noch der Öffentlichkeit präsentierte.

## Ausstellungen
Seit 1950 zeigte Willi Spiess seine Arbeiten bei zahlreichen Einzelausstellungen und Ausstellungsbeteiligungen im In- und Ausland. Seit 1945 war er Mitglied im Saarländischen Künstlerbund. Ebenso war er 1957 Gründungsmitglied der „Neuen Gruppe Saar“, einer saarländischen Künstlervereinigung, die sich, basierend auf den Ideen des Bauhauses, der konkret-konstruktiven Kunst verschrieben hatte.
In Homburg fand 2005 eine Rückschau statt und dann 2009 anlässlich seines 100. Geburtstags eine Retrospektive mit über 40 Werken von Willi Spiess.  Seinem 110. Geburtstag wurde mit einer umfangreichen Ausstellung in der Galerie Kunststall mit Werken aus allen Schaffensperioden gedacht. Ab August 2023 erinnert eine Ausstellung mit Werken aus dem Nachlass im Kulturzentrum am Eurobahnhof Saarbrücken an Willi Spiess.